# Die große ProSieben Völkerball Meisterschaft
Die große ProSieben Völkerball Meisterschaft (kurz P7VB) war ein Prominenten-Wettbewerb im Völkerball, der am 16. April 2016 und am 1. April 2017 auf ProSieben ausgestrahlt wurde.

## Hintergrund

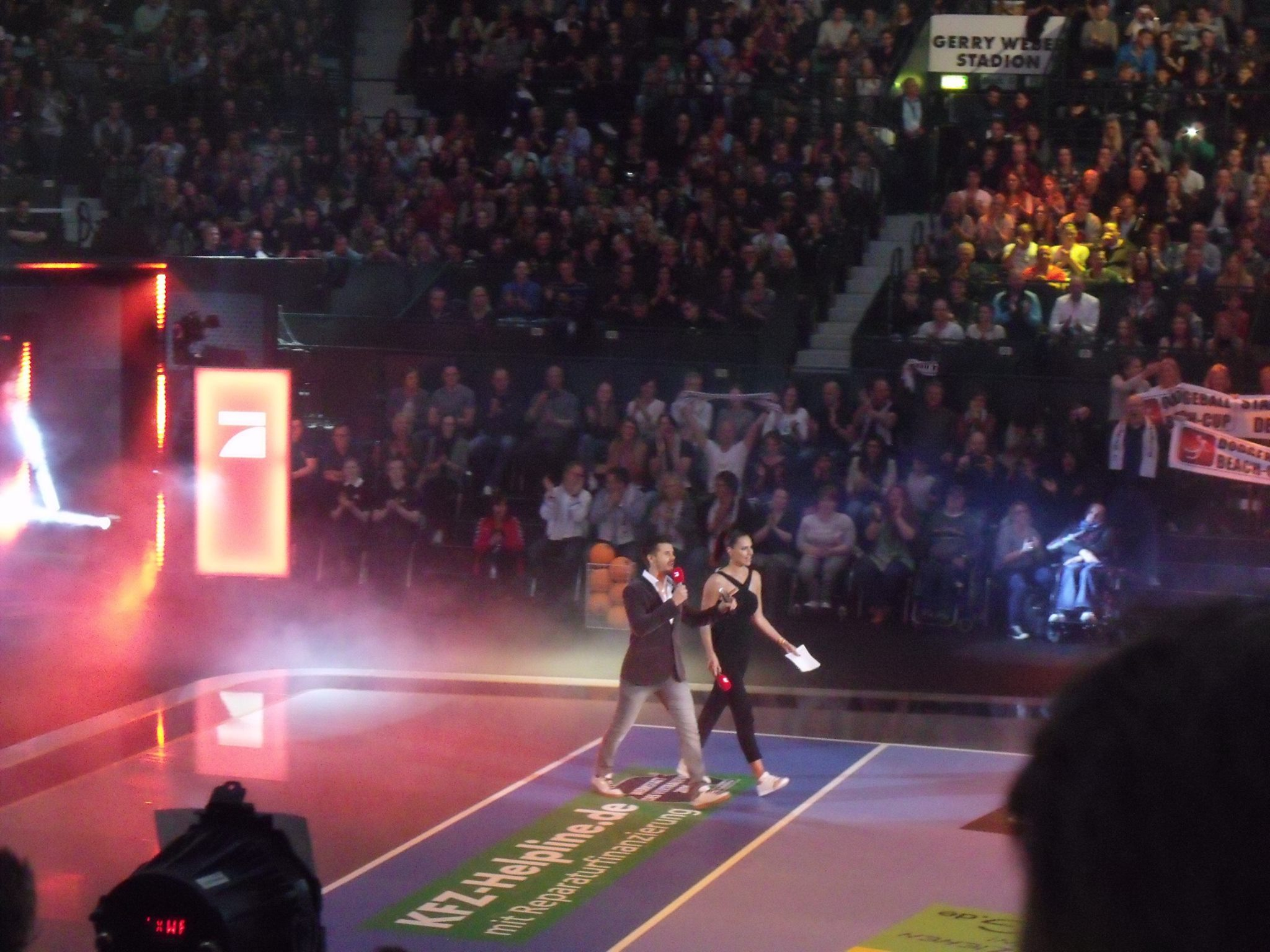
Moderatoren Thore Schölermann und Esther Sedlaczek beim Einlauf

Die große ProSieben Völkerball Meisterschaft 2016 wurde erstmals am 16. April 2016 auf ProSieben ausgestrahlt. Als Veranstaltungsort diente das Gerry-Weber-Stadion in Halle (Westfalen). Als Pausenfüller zwischen den Spielen traten die deutsche Band Revolverheld und der belgische Sänger Milow auf. Matthias Hieber, der verantwortliche Programmmanager von ProSieben, sagte im Vorfeld der Sendung: „Wir werden sehr viel Völkerball sehen, so wie wir es alle von der Schule aus kennen“. Die Moderation übernahmen Thore Schölermann und Esther Sedlaczek, während Icke Dommisch als Reporter fungierte. Kommentiert wurde der Wettbewerb von Florian Schmidt-Sommerfeld und Helmer Litzke. Im Jahr 2017 war die Veranstaltung am 1. April zu sehen. In der zweiten Ausgabe wurde Esther Sedlaczek durch Viviane Geppert ersetzt, kommentiert wurde von Elmar Paulke.

## Regelwerk
In dieser Variante des Völkerballs spielten zwei Mannschaften mit je sechs Spielern mit einem Ball gegeneinander. Durch Abwerfen der gegnerischen Spieler eliminierte man diese. Das Team, das keine Spieler mehr hat oder weniger Spieler nach Ablauf der Spielzeit, die 2:30 Minuten betrug, hat, hatte verloren. Eine Mannschaft setzte sich aus fünf Feldspielern und einem Teamcaptain zusammen. Übertrat ein Feldspieler eine Begrenzungslinie, wurde dieser sofort eliminiert. Übertrat ein Captain eine Begrenzungslinie, verlor sein Team den Ballbesitz. Eliminieren konnte man einen Gegner nur mit einem Ball, der „heiß“ war. Das war er, wenn er mindestens einmal ohne Bodenberührung von einem Feldspieler zu seinem Captain geworfen wurde. Ein Ball war ebenfalls „heiß“, wenn ein Spieler der gegnerischen Mannschaft den Ball direkt fing. Der Ball dürfte sich maximal zehn Sekunden lang in einem Feld befinden, sonst verlor das haltende Team den Ballbesitz. Ziel war es, ein Spiel zu gewinnen.

## Regeln und Ablauf
Gespielt wurde in Sätzen. Die Mannschaft, die als erstes zwei Sätze gewinnt, gewann das Spiel. Sollte nach den ersten beiden Sätzen kein Gewinner feststehen, wurde ein dritter Satz gespielt. Das gesamte Turnier bestand aus einer Gruppenphase und einer K.O.-Phase. Sollte am Ende der Spielzeit ein Gleichstand herrschen, wurde der Gewinner durch ein Sudden Death ermittelt. Ab der K.O.-Phase gab es keine Spielzeit mehr. Ein Satz ging so lange, bis der letzte Spieler eines Teams eliminiert wurde. Die Mannschaft, die die letzte Runde der K.O.-Phase für sich entscheiden konnte, hatte das Turnier gewonnen.

## 2016
2016 traten acht Teams gegeneinander an, Sieger wurde das Team Bachelor.

### Teilnehmer

#### Team Sporthelden
Das Team „Sporthelden“ setzt sich aus ehemaligen und aktiven deutschen Sportlern zusammen.
- Mario Basler, ehemaliger Fußballspieler (Teamcaptain)
- Uschi Disl, ehemalige Biathletin
- Heike Drechsler, ehemalige Leichtathletin
- Erik Lesser, Biathlet
- Thomas Rupprath, ehemaliger Schwimmer
- Marie Lang, Kickboxerin

#### Team Dschungel
Das Team „Dschungel“ setzte sich aus ehemaligen Teilnehmern der Sendung Ich bin ein Star – Holt mich hier raus! zusammen.
- Thorsten Legat, ehemaliger Fußballspieler (Teamcaptain)
- Melanie Müller, Reality-TV-Darstellerin
- Menderes Bağcı, Sänger
- Ricky Harris, Moderator
- Sophia Wollersheim, Reality-TV-Darstellerin
- Joey Heindle, Sänger

#### Team Bachelor
Diese Mannschaft bestand aus Teilnehmern der Fernsehserie Der Bachelor. Auch in der zweiten Ausgabe bestand das Team aus den vorherigen Teilnehmern.
- Paul Janke, „Der Bachelor“ 2012 (Teamcaptain)
- Alisa Persch, „Die Bachelorette“ 2015
- Christian Tews, „Der Bachelor“ 2014
- Angelina Heger, Kandidatin bei Der Bachelor 2014
- Sarah Nowak, Kandidatin bei Der Bachelor 2015
- Aurelio Savina, Kandidat bei Die Bachelorette 2014

#### Team Showbiz
Das Team „Showbiz“ setzte sich aus Prominenten verschiedener Sparten zusammen.
- Giulia Siegel, Fotomodell und Moderatorin (Teamcaptain)
- Kim Gloss, Sängerin
- Raúl Richter, Schauspieler und Moderator
- Jay Khan, Sänger
- Detlef Steves, Reality-TV-Darsteller
- Bernhard Brink, Schlagersänger

#### Team Roter Teppich
Das Team „Roter Teppich“ setzte sich aus Prominenten verschiedener Sparten zusammen.
- Rocco Stark, Schauspieler (Teamcaptain)
- Annica Hansen, Moderatorin
- Nina Beeh, Moderatorin
- Joelina Drews, Sängerin
- Nico Schwanz, Fotomodell
- Sebastian Deyle, Schauspieler
- Oliver Sanne, Model

Annica Hansen erlitt in der Generalprobe einen Bänderriss und wurde durch Oliver Sanne ersetzt.

#### Team Hardcore
- Martin Kesici, Rockmusiker (Teamcaptain)
- Evil Jared, Musiker
- Menowin Fröhlich, Sänger
- Tatjana Gsell, Fotomodell
- René Weller, ehemaliger Boxer
- Sarah Joelle Jahnel, Sängerin

#### Team Natürliche Schönheit
Das Team „Natürliche Schönheit“ setzte sich hauptsächlich aus Models zusammen.
- Gina-Lisa Lohfink, Fotomodel (Teamcaptain)
- Micaela Schäfer, Fotomodel
- Ingrid Pavic, Reality-TV-Darstellerin
- Nina-Kristin Fiutak, Schauspielerin
- Julian F. M. Stoeckel, Schauspieler
- Florian Wess, Modedesigner

#### Team Internet
Das Team „Internet“ setzte sich vor allem aus Webvideoproduzenten und Menschen, die durch das Internet Bekanntheit erlangten, zusammen.
- Sophia Thiel, Bodybuilderin (Teamcaptain)
- Kelly MissesVlog, Webvideoproduzentin
- ConCrafter, Webvideoproduzent
- KrappiWhatelse, Webvideoproduzent
- KsFreakWhatElse, Webvideoproduzent
- Fittihollywood, Webvideoproduzent

### Gruppenphase

#### Gruppe A
| Platz | Punkte | Team               |
| ----- | ------ | ------------------ |
| 1     | 9      | Team Sporthelden   |
| 2     | 6      | Team Roter Teppich |
| 3     | 3      | Team Showbiz       |
| 4     | 0      | Team Dschungel     |

Spiele:
1. Team Showbiz gegen Team Dschungel (2:0)
2. Team Roter Teppich gegen Team Sporthelden (0:2)
3. Team Dschungel gegen Team Roter Teppich (1:2)
4. Team Showbiz gegen Team Sporthelden (0:2)
5. Team Dschungel gegen Team Sporthelden (1:2)
6. Team Showbiz gegen Team Roter Teppich (1:2)

#### Gruppe B
| Platz | Punkte | Team                      |
| ----- | ------ | ------------------------- |
| 1     | 9      | Team Bachelor             |
| 2     | 6      | Team Internet             |
| 3     | 3      | Team Natürliche Schönheit |
| 4     | 0      | Team Hardcore             |

Spiele:
1. Team Internet gegen Team Natürliche Schönheit (2:0)
2. Team Bachelor gegen Team Hardcore (2:0)
3. Team Internet gegen Team Bachelor (1:2)
4. Team Natürliche Schönheit gegen Team Hardcore (2:0)
5. Team Internet gegen Team Hardcore (2:0)
6. Team Natürliche Schönheit gegen Team Bachelor (1:2)

### K.O.-Runde

#### Halbfinale
| Team 1             | Punkte | Team 2        |
| ------------------ | ------ | ------------- |
| Team Sporthelden   | 0:2    | Team Internet |
| Team Roter Teppich | 0:2    | Team Bachelor |

#### Finale
| Team 1        | Punkte | Team 2        |
| ------------- | ------ | ------------- |
| Team Internet | 0:2    | Team Bachelor |

## 2017
2017 traten erneut acht Teams gegeneinander an. Sieger wurde das Team „Weltmeister“.

### Teilnehmer
Team Bachelor
- Sarah Nowak
- Angelina Heger
- Alisa Persch
- Paul Janke
- Christian Tews
- Aurelio Savina

Team Dschungel
- Hanka Rackwitz
- Gina-Lisa Lohfink
- Kader Loth
- Marc Terenzi
- Florian Wess
- Sarah Joelle Jahnel

Team Internet
- Sophia Thiel
- KsFreakWhatElse
- KrappiWhatelse
- MarcelScorpion
- Sonny Loops
- Jean Pierre Kraemer

Team Mallorca
- Loona
- Jürgen Milski
- Tim Toupet
- Ikke Hüftgold
- Lorenz Büffel
- Markus Becker

Team SAT.1 Frühstücksfernsehen
- Marlene Lufen
- Paulina Krasa
- Matthias Killing
- Daniel Boschmann
- Carsten "Zimbo" Zimmermann (Chef vom Dienst des Sat.1-Frühstückfernsehens)
- Christian Wackert

Team Hardcore
- "Evil" Jared
- Martin Kesici
- Mola Adebisi
- Detlef Steves
- Akay
- Nico Schwanz

Team Natürliche Schönheit
- Micaela Schäfer
- Ingrid Pavic
- Cathy Lugner
- Julian F.M. Stoeckel
- Arnold Wess
- Oskar Wess

Team Weltmeister
- Marie Lang
- Sandra Smisek
- Kevin Kuske
- Johannes Rydzek
- Frank Stäbler
- Thomas Rupprath[14]

## Einschaltquoten
| Ausgabe   | Datum          | Zuschauer | Zuschauer       | Marktanteil | Marktanteil     |
| Ausgabe   | Datum          | Gesamt    | 14 bis 49 Jahre | Gesamt      | 14 bis 49 Jahre |
| --------- | -------------- | --------- | --------------- | ----------- | --------------- |
| Ausgabe 1 | 16. April 2016 | 1,77 Mio. | 1,21 Mio.       | 7,4 %       | 14,9 %          |
| Ausgabe 2 | 1. April 2017  | 0,99 Mio. | 0,69 Mio.       | 4,3 %       | 9,1 %           |

## Kritiken
Die große ProSieben Völkerball Meisterschaft 2016 erhielt größtenteils negative Kritiken. Im Vorfeld der Sendung kritisierte die Neue Osnabrücker Zeitung die Verteilung der Prominenten auf die jeweiligen Mannschaften. Laut der Zeitung dürften alle Teilnehmer „mit gleicher Berechtigung in mindestens einem weiteren Team spielen“. Hans Hoff von der Süddeutschen Zeitung nannte den Wettbewerb eine „Fernsehkatastrophe“ und schrieb: „Für mehr als viereinhalb Stunden waren 48 Verhaltensauffällige von der Straße, konnten also in dieser Zeit keine überflüssigen Schönheitsoperationen an sich verunfallen lassen, keine Insolvenzen anmelden oder andere Fernsehprogramme mit ihrer professionellen Nichtsnutzigkeit verseuchen“. Quotenmeter.de sagte, dass Die große ProSieben Völkerball Meisterschaft 2016 keinen Spaß machen könne, vor allem wegen der sehr langen Sendezeit.